# SISU Basketball Klub
SISU Basketball Klub er en dansk basketballklub, hjemmehørende i Gentofte og med hjemmebane i Gentoftehallen. Navnet SISU kommer af det finske udtryk "sisu", der bl.a. står for styrke, vilje og udholdenhed – ikke mindst inden for sport. SISU har både en ungdoms-, en senior- og en eliteafdeling. Både damer og herrer spiller i sæsonen 20011/2012 i den bedste række, dvs. hhv. Dameligaen og Canal Digital Ligaen.

## Klubbens historie
SISU blev stiftet på Frederiksberg i 1954, men flyttede til Gentofte i løbet af 1950'erne. I 1961 fik klubben sit første danmarksmesterskab for herrer, mens damerne hentede deres første mesterskab i 1971.
SISU er Danmarks mest vindende klub, når man tæller danmarksmesterskaber for seniorer, med p.t. 11 til herrerne og 17 til damerne.
I 2004 blev en spiller fra SISU, Christian Drejer, den første dansker til at blive draftet til NBA, verdens stærkeste basketliga. Han blev valgt af New Jersey Nets, men nåede aldrig spillet i NBA.

## Klubbens resultater

### Herrer
- 11 DM-guld
- 9 pokalmesterskaber

### Damer
- 17 DM-guld
- 10 pokalmesterskaber